# Ravnets (Boergas)
Ravnets of Ravnec (Bulgaars: Равнец) is een dorp (село) in het oosten van Bulgarije. Het dorp Ravnets is gelegen in de gemeente Boergas in oblast Boergas. Het dorp ligt ongeveer 18 km afstand van de stad Boergas en 321 km ten oosten van de hoofdstad Sofia.

## Bevolking
De telling van 1934 registreerde 1.327 inwoners. Dit aantal groeide verder tot een maximum aantal van 2.180 personen in 1965. Vanaf dat moment begon het inwonersaantal echter langzaam maar geleidelijk terug te lopen. Zo werden er op 31 december 2020 zo'n 1.342 inwoners geregistreerd.
Van de 1.323 inwoners reageerden er 1.303 op de optionele volkstelling van 2011, terwijl 20 inwoners het censusformulier onbeantwoord lieten. Zo'n 996 ondervraagden identificeerden zichzelf als etnische Bulgaren (76,4%), gevolgd door 276 Roma (21,2%) en 21 Bulgaarse Turken (1,6%). De rest van de ondervraagden heeft een andere etnische achtergrond opgegeven.
| Etnische samenstelling van de respondenten (2011) | Etnische samenstelling van de respondenten (2011) | Etnische samenstelling van de respondenten (2011) | Etnische samenstelling van de respondenten (2011) | Etnische samenstelling van de respondenten (2011) |
| ------------------------------------------------- | ------------------------------------------------- | ------------------------------------------------- | ------------------------------------------------- | ------------------------------------------------- |
|                                                   |                                                   |                                                   |                                                   |                                                   |
| Bulgaren                                          | Bulgaren                                          |                                                   | 76,4%                                             | 76,4%                                             |
| Turken                                            | Turken                                            |                                                   | 1,6%                                              | 1,6%                                              |
| Roma                                              | Roma                                              |                                                   | 21,2%                                             | 21,2%                                             |
| Anders/Onbekend                                   | Anders/Onbekend                                   |                                                   | 0,8%                                              | 0,8%                                              |

Van de 1.323 inwoners die in februari 2011 werden geregistreerd, waren er 233 jonger dan 15 jaar oud (17,6%), terwijl er 281 inwoners van 65 jaar of ouder werden geregistreerd (21,2%). De overige 809 inwoners waren tussen de 15 en 64 jaar oud (61,1% van het inwonersaantal).